# 童心社
株式会社童心社（どうしんしゃ）は、東京都文京区にある童話・絵本などの児童図書の出版社。もともとは紙芝居を出版する企業として設立され、現在も舞台ケースなどの関連品を含め販売を続けている。
ロングセラーの絵本を数多く出版し、日本で一番売れている絵本の出版社としても知られる。

## 沿革
- 1957年 紙芝居の専門出版社として、村松金治・稲庭桂子夫妻が東京都新宿区に童心社を設立。
- 1960年 はまだひろすけといわさきちひろによる共著「あいうえおのほん」を出版。児童書籍の出版を開始。
- 1963年 月刊誌「母のひろば」創刊。
- 1967年 日本初の赤ちゃん絵本、松谷みよ子・作「いないいないばあ」を出版。
- 2006年 創業50周年を迎え、紙芝居専用ホールを併設する現在の社屋へ移転。

## 主な出版物
児童書籍
- 松谷みよ子「あかちゃんの本」シリーズ
- 松谷みよ子「怪談レストラン」シリーズ
- いしかわこうじ「たまごのえほん」「はなのさくえほん」「のりものしかけえほん」シリーズ
- 川北亮司「ふたごの魔法つかい」シリーズ（フォア文庫）
- せなけいこ「おばけえほん」シリーズ
- いわむらかずお 14ひきのシリーズ（14匹のねずみのシリーズ）
- 田島征彦「じごくのそうべえ」（第1回絵本にっぽん賞）
- なかやみわ「くれよんのくろくん」（第12回けんぶち絵本の里大賞）
- ふるたたるひ、たばたせいいち「おしいれのぼうけん」

紙芝居
- 松谷みよ子「ちいさいモモちゃん」シリーズ
- 黒川光広「きょうりゅうぼうや」シリーズ
- 仲川道子「コッコおばさん」シリーズ
- 名作かみしばいシリーズ
- 中川ひろたか「これはりんご」「しんかんせんははやい」
- 高橋清一「さよならさんかく またきてしかく」
- 松谷みよ子「たべられたやまんば」（画・二俣英五郎／第10回高橋五山賞画家賞）
- まついのりこ 「おおきく おおきく おおきくなあれ」（第22回高橋五山賞）

教育関係書籍
- 田村学/著、石川 浩二/イラスト『いのちを育てる総合学習 資料集 総合はたのしいな』2002年3月。ISBN 978-4494011797。
- 田村学/著、めぐろみよ/イラスト『いのちを育てる総合学習 1・2年生 ロバくんといっしょにやさいパーティー』2002年3月。ISBN 978-4494011742。
- 田村学/著、石川 浩二/イラスト『いのちを育てる総合学習 3年生 みんなで町をあるいたよ』2002年3月。ISBN 978-4494011759。
- 田村学/著、石川 浩二/イラスト『川のこえをきこう (いのちを育てる総合学習4年生)』2002年2月。ISBN 978-4494011766。
- 田村学/著、石川 浩二/イラスト『すごい人、おもしろい人にあった!―いのちを育てる総合学習 6年生』2001年12月。ISBN 978-4494011780。
- 田村学/著、石川 浩二/イラスト『かわいい牛 おいしいお米 (いのちを育てる総合学習 5年生)』2001年11月。ISBN 978-4494011773。